# Shimazu Katsuhisa
Shimazu Katsuhisa (島津 勝久?; 8 settembre 1503 – 9 novembre 1573) è stato un daimyō giapponese del clan Shimazu durante il periodo Sengoku.

## Biografia
Shimazu Katsuhisa fu il quattordicesimo capo del clan Shimazu. Terzo figlio di Shimazu Tadamasa, succedette al fratello maggiore Shimazu Tadataka per diventare capo del clan nel 1519.
Katsuhisa fuggì da Kagoshima dopo che Shimazu Sanehisa si ribellò nel 1526. Sconfitto, fu esiliato nella provincia di Bungo e adottò Shimazu Takahisa che lo aiutò a sconfiggere Sanehisa.
Katsuhisa cercò di governare il clan, essenzialmente come padre adottivo di Takahisa, ma fu sconfitto nella battaglia di Ichirai del 1539 ed espulso dallo stesso Takahisa per l'opposizione alle sue politiche.
Katsuhisa fu bandito e passò il resto della sua vita a vagare da un posto all'altro del Kyūshū.